# Molnfläcksbock
Molnfläcksbock (Mesosa nebulosa) är en skalbaggsart som först beskrevs av Johan Christian Fabricius 1781.  Molnfläcksbock ingår i släktet Mesosa, och familjen långhorningar. Enligt den svenska rödlistan är arten nära hotad i Sverige. Arten förekommer i Götaland, Gotland och Öland. Artens livsmiljö är skogslandskap, jordbrukslandskap.

## Bildgalleri

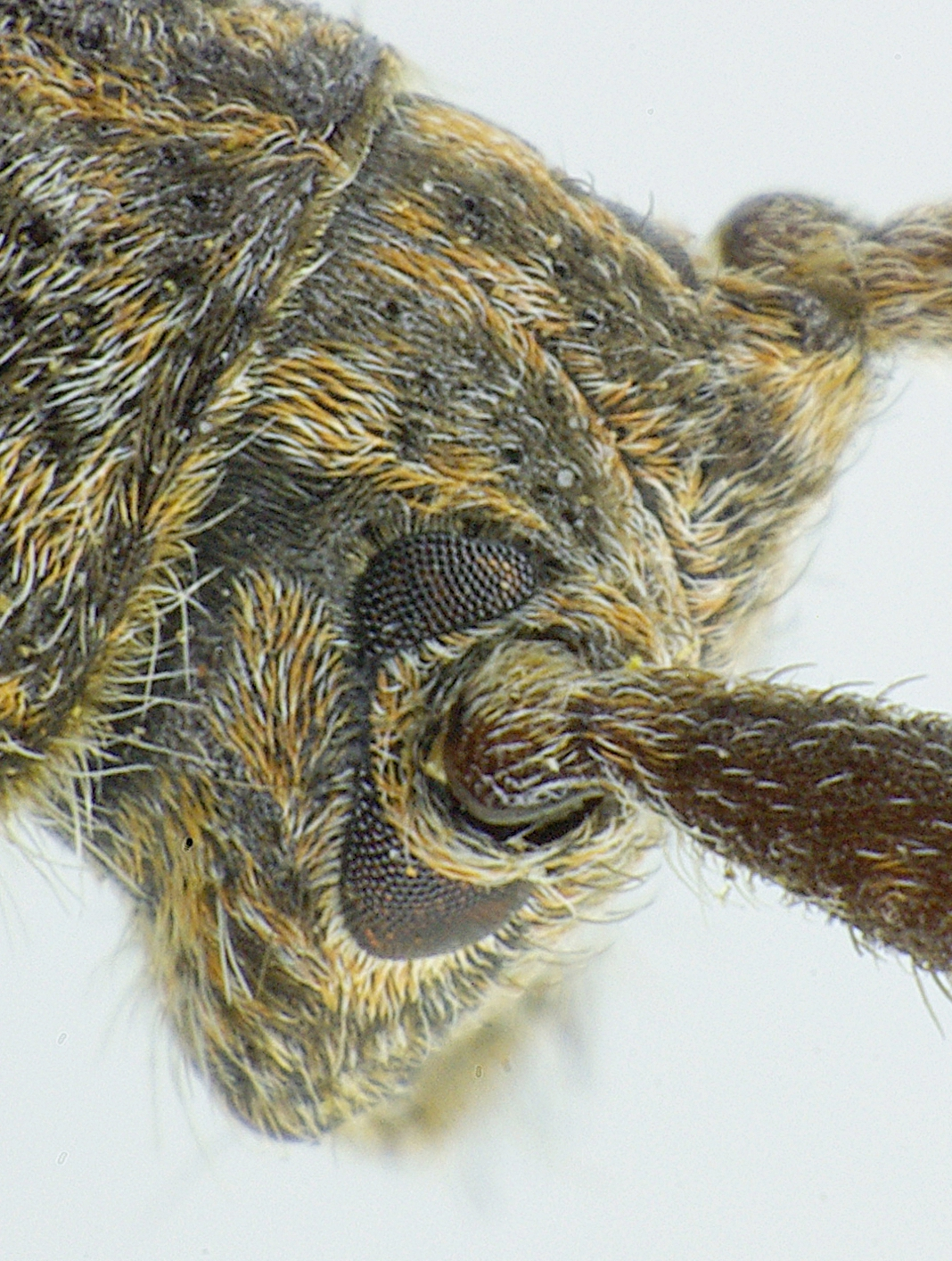
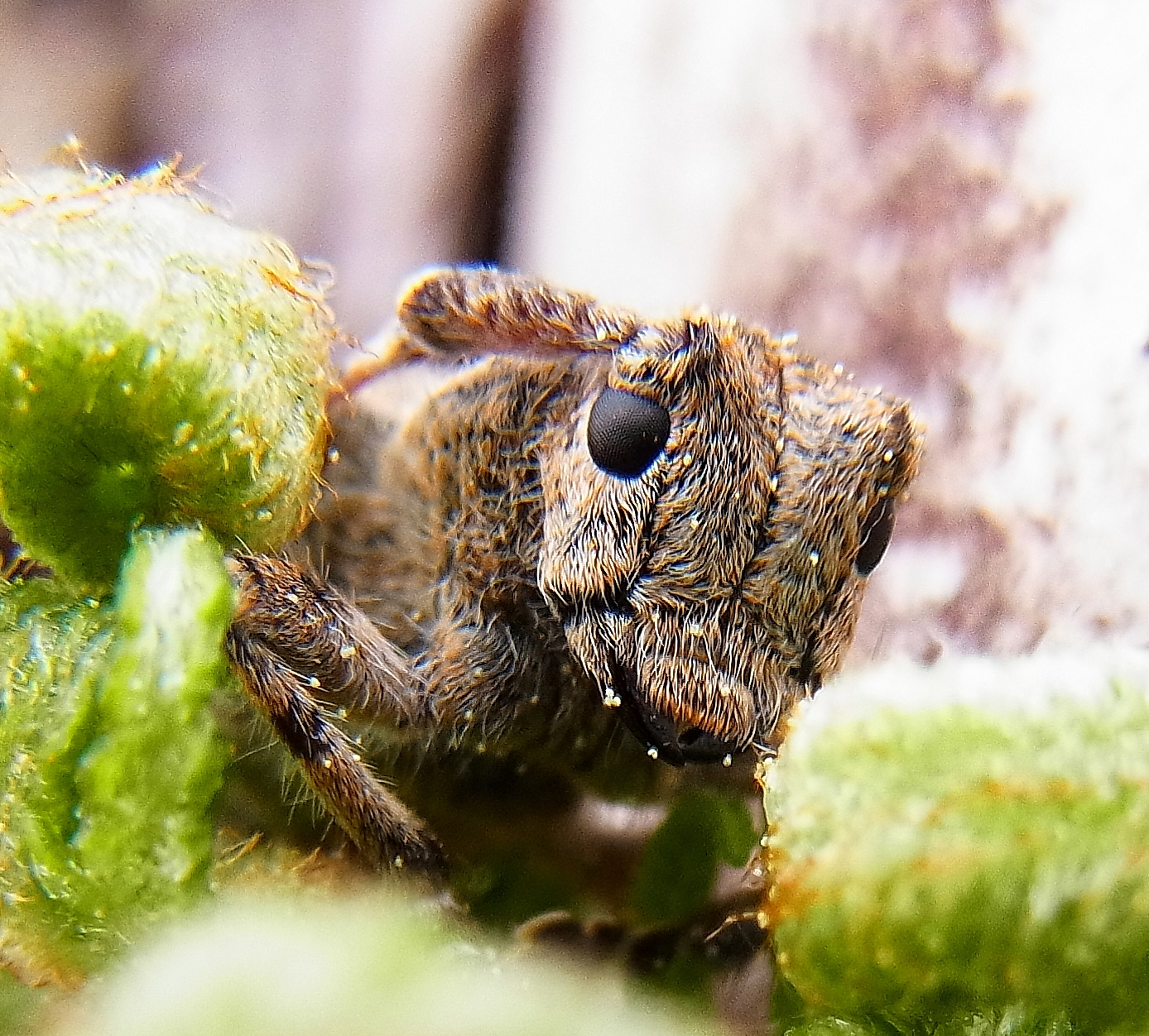
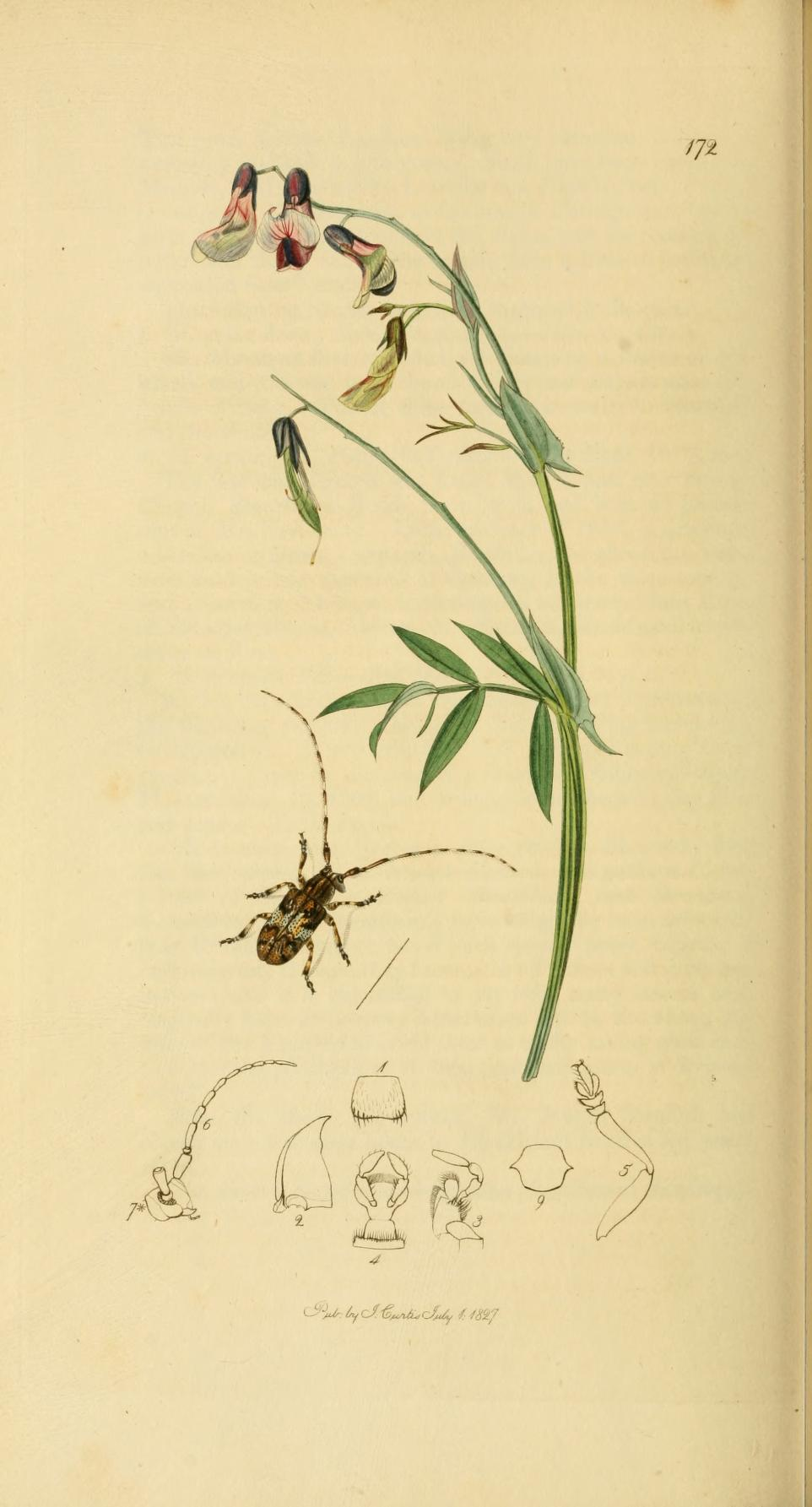
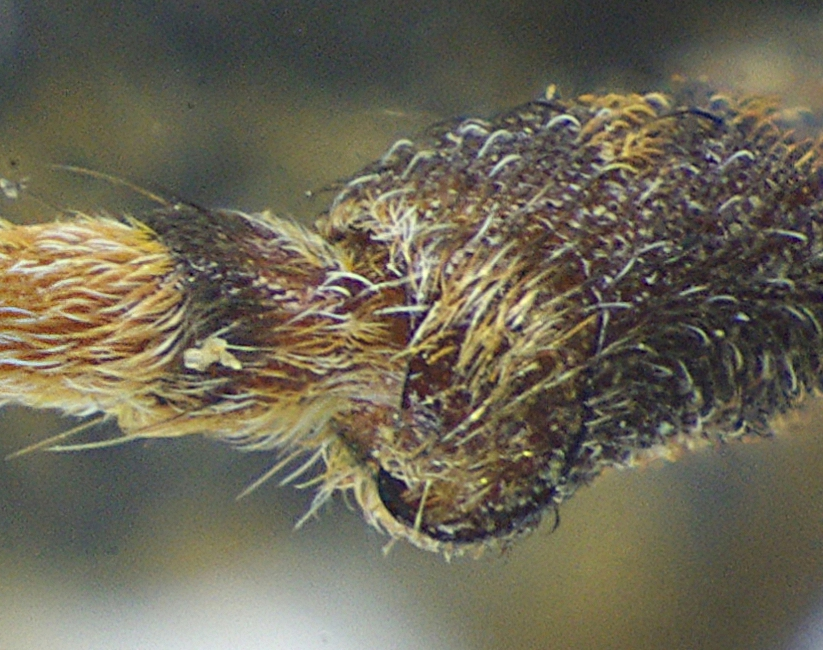
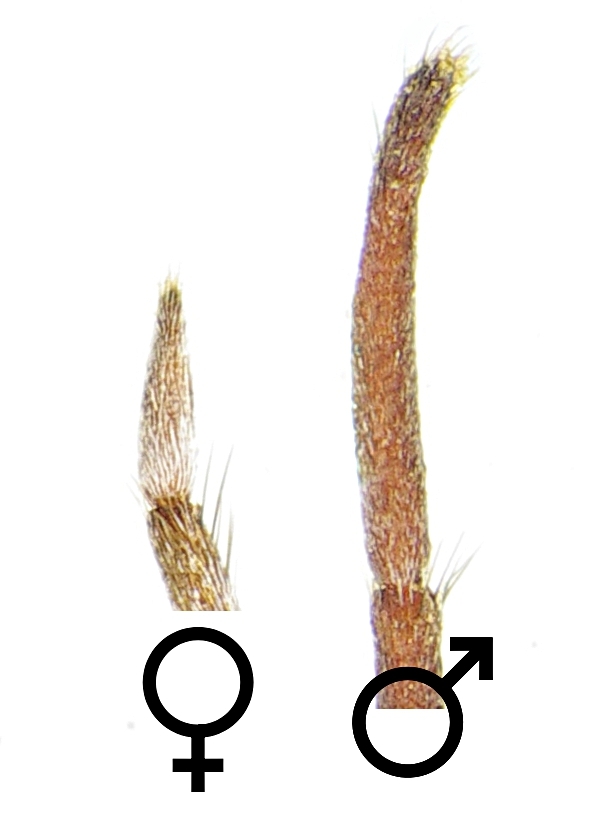